# Ringwall Ringmauer
Der Ringwall Ringmauer ist eine abgegangene Wallanlage, gelegen im rheinland-pfälzischen Taunus auf der Ringmauer, etwa 2,5 Kilometer westlich von Oberfischbach und 0,7 Kilometer östlich von Spriestersbach. Die Überreste sind im Gelände nur noch schwach sichtbar und zeichnen sich als steinige Erdstufe von maximal 1,0 Meter Höhe ab. Wie auch bei dem nahe gelegenen Ringwall Weißler Höhe ist anzunehmen, dass die Wallanlage als Steinbruch verwendet wurde und so unter anderem dem Wegebau zum Opfer fiel. 
Die Wallanlage selbst befand sich hier auf der Bergspitze, die im Norden sehr steil und an den anderen Bergflanken mäßig steil abfällt. Zu diesen angriffsgefährdeten Seiten hin deuten sich etwa 300 Meter entfernt Stufen im Gelände an, die eventuell Abschnittswälle darstellen könnten. Die Vielzahl an Mauerwerksresten des Kernbereichs deutet ein Trockenmauerwerk an. Über die Funktion der Anlage oder auch deren Datierung können keine Aussagen getroffen werden, da hier keine tiefergehenden Forschungen stattgefunden haben. 